# 후드
후드(영어: hood), 또는 덮개, 겉치개는 머리에 쓰는 두건 모양의 물건으로, 어깨까지 내려오는 것도 있다. 일반적으로, 후드는 코트나 재킷에 달아 방한용으로 덮어 쓰는데, 방한용은 보통 털이 달려있다. 또한 후드는 멋으로 쓰는 경우도 있고, 후드만 따로 쓰기도 한다.

## 같이 보기
- 발라클라바 (쓰개)
- 헤드스카프
- 후디